# Мильчина, Вера Аркадьевна
Ве́ра Арка́дьевна Ми́льчина (род. 7 сентября 1953, Москва) — советский и российский историк литературы, переводчик, комментатор. Кандидат филологических наук. Дочь книговеда и издательского работника А. Э. Мильчина.
Ведущий научный сотрудник Института высших гуманитарных исследований имени Е. М. Мелетинского РГГУ.

## Биография
Окончила филологический факультет МГУ. Кандидат филологических наук (1979, диссертация «Шатобриан в русской литературе первой половины XIX века»). Ведущий научный сотрудник Института высших гуманитарных исследований имени Е. М. Мелетинского РГГУ. Член Союза писателей Москвы (1996) и административного совета Русского института в Париже.
Начала публиковаться с 1974 года. Среди авторов, чьи произведения выходили по-русски в переводе Мильчиной, — Шатобриан, Жермена де Сталь, Бенжамен Констан, Виктор Гюго, Шарль Нодье, Оноре де Бальзак и многие другие. Часто работала в тандеме с Ольгой Гринберг (в частности, над первым русским переводом «Замогильных записок» Шатобриана). Подготовила к изданию книгу «Эстетика раннего французского романтизма» в серии «История эстетики в памятниках и документах» (1982).
Муж — музыковед Борис Аронович Кац. Сын — литературный критик Константин Мильчин (род. 1980).

## Заслуги и признание
- Премии им. А. Леруа-Болье (1996 г., 1998 г., 2005 г.)
- Премии имени Ваксмахера (2001 г., 2009 г., 2019 г.)
- Медаль Французской академии за распространение французского языка и культуры (1997)
- Орден академической пальмовой ветви (2002)
- Новая Пушкинская премия «За совокупный творческий вклад в отечественную культуру» (2011)
- Шорт-лист премии «Просветитель» за книгу «Париж в 1814—1848 годах: повседневная жизнь» (2013)
- Премия «Иллюминатор», ежегодно вручаемая журналом «Иностранная литература», за книгу «Париж в 1814—1848 годах. Повседневная жизнь» (2013)[2]
- Премия «Просветитель. Перевод» за перевод книги Венсана Робера «Время банкетов: политика и символика одного поколения (1818—1848)» (2021)[3][4].

## Книги
- Кюстин А. де. Россия в 1839 году: В 2 т. Т. I / Пер. с фр. В. А. Мильчиной и И. К. Стаф; под ред. В. А. Мильчиной; коммент. В. А. Мильчиной и А. Л. Осповата. — М.: Изд-во им. Сабашниковых, 1996. – 528 с. – (Записи Прошлого). ISBN 5-8242-0045-9.
- Россия и Франция: дипломаты, литераторы, шпионы. — СПб.: Гиперион, 2006. — 528 с. — ISBN 5-89332-087-5.
- Париж в 1814—1848 годах: повседневная жизнь. — М.: Новое литературное обозрение, 2013. — 944 с.: ил. — ISBN 978-5-4448-0068-3.
  - Париж в 1814—1848 годах: повседневная жизнь. — 2-е изд. — М.: Новое литературное обозрение, 2017. — 944 с.: ил. — ISBN 978-5-4448-0691-3.
- Французы, нарисованные ими самими. Парижанки / Сост., вступ. статья и редакция переводов В. А. Мильчиной. — М.: Новое литературное обозрение, 2014. — 832 с.: ил. — ISBN 978-5-4448-0130-7.
- Сцены частной и общественной жизни животных. Этюды современных нравов / Перевод с французского В. Мильчиной. — М.: Новое литературное обозрение, 2015. — 656 с. — ISBN 978-5-4448-0504-6.
- Имена парижских улиц. Путеводитель по названиям. — М.: Новое литературное обозрение, 2016. — 320 с. — ISBN 978-5-4448-0555-8.
- «Французы полезные и вредные»: Надзор за иностранцами в России при Николае I. — М.: Новое литературное обозрение, 2017. — 488 с.: ил. — ISBN 978-5-4448-0627-2.
- Парижане о себе и своём городе: «Париж, или Книга Ста и одного» (1831—1834). — М.: Дело, 2019. — 696 с. — 1000 экз. — ISBN 978-5-7749-1399-2.
- Хроники постсоветской гуманитарной науки: Банные, Лотмановские, Гаспаровские и другие чтения. — М.: Новое литературное обозрение, 2019.
- «И вечные французы…»: Одиннадцать статей из истории французской и русской литературы. — М.: Новое литературное обозрение, 2021. — 216 с. — (Научная библиотека). — 1000 экз. — ISBN 978-5-4448-1536-6.
- Как кошка смотрела на королей. И другие мемуаразмы. — М.: Новое литературное обозрение, 2022. — 144 с.